# Canarium littorale
Canarium littorale är en tvåhjärtbladig växtart som beskrevs av Carl Ludwig von Blume. Canarium littorale ingår i släktet Canarium och familjen Burseraceae. Inga underarter finns listade i Catalogue of Life.